# Hedy Burressová
Heather Elizabeth Burressová (* 3. října 1973, Edwardsville, USA) je americká herečka.

## Počátky
Narodila se v Illinois do rodiny učitelů. Ve stejném státě také navštěvovala základní a střední školu, dokud se v roce 1995 neodstěhovala do Los Angeles.

## Kariéra
Byla obsazována od začátku své kariéry především do televizních filmů a seriálů, ke kterým patří Svůdná nenávist, Srub u jezera, Closer, Dr. House nebo Eli Stone.
Hrála ale také menší role ve vysokorozpočtových filmech, ke kterým patří například Brouk, kde hlavní role ztvárnil Bryan Cox, dále film Hodiny smrti nebo Valentine s Denise Richardsovou, Davidem Boreanazem nebo Katherine Heiglovou v hlavních rolích.
V USA je známá tím, že propůjčuje svůj hlas do počítačových her, ke kterým patří například Final Fantasy.

## Osobní život
Hedy byla provdána za vojáka Garyho Fullertona, se kterým žila od roku 2000 do roku 2004.

## Ocenění

### Nominace
- 1997, YoungStar Award – nejlepší herecký výkon mladé herečky v TV filmu či seriálu, za film Kdyby zdi mohly mluvit

## Filmografie
- 1996 – Svůdná nenávist, Foxfire, Kdyby zdi mohly mluvit, Boston Common
- 1997 – Any Mother's Son
- 1998 – Closer, Getting Personal, Los Ańos bárbaros, Working, Profiler
- 1999 – Cena za život
- 2000 – Srub u jezera, Chicken soup for the Soul, Hodiny smrti, DAG
- 2001 – Valentine, Hledání Bobbyho D, Gideon's Crossing
- 2002 – Brouk, First Monday
- 2003 – Animatrix: Program, Animatrix, Animatrix: Neznámé území
- 2004 – Stříbrné jezero, Open House, Riddick: Temná hrozba, Cold Case, Dr. House
- 2005 – The Reality Trap
- 2006 – Round it Goes
- 2007 – Unfabulous
- 2008 – Jane Doeová: Oči, Eli Stone, Božská mrcha
- 2009 – Co se děje v Encinu, Everything Happens in Black and White, Až tak moc tě nežere, Pohotovost, Southland
- 2010 – Elevator Girl, Kriminálka Las Vegas, Closer